# ساور
ساور هي مدينة في بنغلاديش، تقع في ناحية دكا في محافظة دكا، وهي المدينة الأقرب إلى دكا، وهي جزء من دكا الكبرى.
يعيش في ساور 380,000 نسمة مما يجعلها ثاني مدن ناحية دكا والثالثة عشر من حيث السكان في بنغلاديش.